# Johannes Tielrooy
Pour les articles homonymes, voir Tielrooy.
Johannes Tielrooy, né le 7 octobre 1886 à Texel (Pays-Bas) et mort le 17 août 1953 à Amsterdam, est un critique littéraire néerlandais, et professeur de lettres françaises à l'Université d'Amsterdam.

## Biographie
Sa vie durant Tielrooy a suivi de près la littérature française de son temps, et il a consigné ses impressions de lecture dans nombre d'articles, dont certaines ont été réunies en volume. Très jeune déjà il établit des contacts avec des auteurs français, et en 1922 et 1923 il fut l'un des invités des Décades de Pontigny. Ce n'est qu'en 1938 qu'il est nommé professeur de lettres françaises à l'Université d'Amsterdam, c'est-à-dire à un moment où il était déjà un spécialiste reconnu.
Outre des éditions scolaires d'œuvres françaises, il a écrit des biographies de Racine, Chateaubriand, Maurice Barrès et Ernest Renan, et des œuvres de synthèse, portant notamment sur la littérature française d'à partir de 1880. Pour un public français il a composé son Panorama de la littérature hollandaise contemporaine (1938).
À sa mort en 1953 Georges Duhamel écrivit dans Le Figaro littéraire un article titré
Avec Johannes Tielrooy, la France perd un grand ami. Tielrooy était Chevalier de la Légion d'honneur et Docteur honoris causa de l'Université de Strasbourg.